# Ghetto de Tarnopol
Le ghetto de Tarnopol (polonais : getto w Tarnopolu, allemand : Ghetto Tarnopol) était un ghetto pour les Juifs créé en 1941 par les autorités allemandes nazies dans la ville de Tarnopol dans le district de Galicie du Gouvernement général de Pologne (aujourd'hui en Ukraine).

## Contexte
Selon le recensement polonais de 1931, les Juifs constituaient 44 % de la composition multiculturelle de la ville. Tarnopol avait la plus grande communauté juive de la région, avec la majorité des Juifs parlant le polonais comme langue maternelle. Au moment de l'invasion soviétique, 18 000 Juifs vivaient dans la capitale provinciale.
La première vague de meurtres de 1 600 à 2 000 juifs débute quelques jours après l'occupation de Tarnopol par l'armée allemande au début de l'opération Barbarossa,. Le ghetto est établi officiellement deux mois plus tard. Tarnopol est occupée par la Wehrmacht le 2 juillet 1941 ; plusieurs centaines de Juifs suivent alors les Soviétiques dans leur retraite précipitée vers l'est. Quasi immédiatement, jusqu'à 1 000 cadavres de prisonniers politiques assassinés par le NKVD sont découverts à la prison de Tarnopol et 1 000 autres dans les villes voisines. Conformément au mythe judéo-bolchévique, les Allemands déclarèrent les Juifs responsables des atrocités soviétiques,.
Un pogrom éclate deux jours plus tard et dure une semaine (4 - 11 juillet) au cours duquel des maisons détruites, une synagogue brûlée et des Juifs tués sans discernement, estimés à 1 600 (selon Yad Vashem) dans divers endroits, dont à l'intérieur de la prison, à l'école Gurfein et à la synagogue incendiée. Le meurtre d'environ 1 000 Juifs a été commis par les SS — Sonderkommando 4b, rattachés à l'Einsatzgruppe C, sous le commandement de Günther Herrmann (revenant tout juste du massacre de Łuck) et les 600 autres juifs ont été assassinés par la milice ukrainienne — formée par l'Organisation des nationalistes ukrainiens — et rebaptisée Police auxiliaire ukrainienne le mois suivant. La quasi-totalité des victimes juives étaient des hommes. Quelque 500 Juifs ont été assassinés dans la banlieue, sur le terrain du cimetière chrétien de Ternopol à l'aide d'armes distribuées par l'armée allemande. Selon des entretiens menés en Ukraine par un prêtre catholique romain, le père Patrick Desbois de Yahad-In Unum, certaines des victimes ont été décapitées.

## Histoire du ghetto
En juillet et août arrive la série de décrets restrictifs classiques contre les Juifs et des centaines d’entre eux sont arrêtés et sélectionnés pour le travail dans des camps. Les autorités allemandes ont ordonné la création d'un Judenrat de 60 membres : chargé d'attribuer les maisons du ghetto, recenser ses habitants et établir des listes pour le travail obligatoire. L'enseignant Marek Gottfried en est devenu le président. Les Juifs ont été convoqués au siège de la police en un seul groupe, chargés dans des camions et emmenés hors de la ville vers un site d'exécution secret à proximité de Zagroble. Au début d'août 1941, les Juifs de Tarnopol ont reçu l'ordre de porter une étoile de David. Un « nouveau » Judenrat a été formé par les nazis peu après la vague de massacres, sans révéler le sort de ses membres d'origine, et a été condamné à payer une rançon de 1,5 million de roubles. Gustaw Fischer a été nommé chef du Judenrat.
En septembre 1941, les autorités d'occupation allemandes sous Gerhard Hager ont annoncé la création d'un ghetto juif désigné dans la ville autour de la vieille place et de la place du marché mineur, dans un quartier abandonné qui n'occupait que 5 % de la zone métropolitaine. La densité de population dans le ghetto a été triplée, avec 12 000 à 13 000 juifs. La peine de mort a été introduite pour avoir quitté le ghetto illégalement, et toutes les allocations alimentaires ont été rationnées. Le ghetto est clôturé début décembre. En un an, les conditions dans le ghetto sont devenues si mauvaises qu'au cours de l'hiver 1941-1942, le Judenrat a commencé à enterrer les cadavres dans des fosses communes pour des raisons d'assainissement en raison des taux de mortalité effrénés. Des camps de travail satellites pour les travailleurs juifs esclavagistes ont été créés par les Allemands à Kamionka, Podwołoczyska, Hluboczka et Zagroble.

## Rafles et liquidation du ghetto

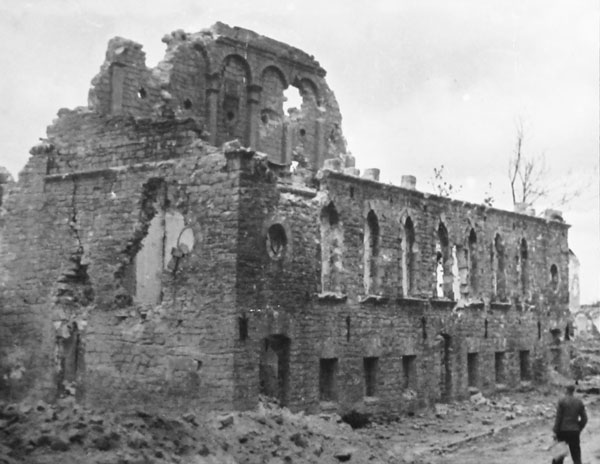
Synagogue de Tarnopol, vue de la rue Staroszkolna, après sa destruction.

Début 1942, les Allemands écartent le président du Judenrat, Gustav Fischer, pas assez docile, et le remplacent par Jakob Lipe. Le 23 mars 1942, une « Aktion » arrête 700 Juifs qui sont emmenés dans la forêt de Yanovka et y sont massacrés. À la suite de cette tuerie de masse, le Judenrat ouvre plusieurs ateliers dans le ghetto pour assurer des travaux essentiels à l'économie allemande, dans l'espoir de gagner une certaine immunité et d’éviter ce genre d’actions meurtrières. La première action de liquidation du ghetto est perpétrée le 31 août 1942, peu de temps après la mise en œuvre de la solution finale. À cette époque, le camp d'extermination de Bełżec, au nord-ouest de Tarnopol, fonctionnait déjà à plein régime. De 3 000 à 4 000 juifs ont été rassemblés et enfermés dans des wagons à bestiaux, sans eau. Ils ont été rejoints par un autre train transportant les Juifs polonais des ghettos de Zbaraż et Mikulińce, à destination de Bełżec. Au total, au moins 6 700 victimes furent transportés dans ce train de l'Holocauste, mourant à l'intérieur de suffocation et de soif. Environ 100 hommes seront quant à eux envoyés dans les camps de travail du secteur. Début septembre, les Allemands réduisent la surface du ghetto et les conditions de vie se dégradent rapidement.
Une nouvelle « Aktion » a lieu le 30 septembre 1942 : le Judenrat reçoit l’ordre de rassembler 1 000 personnes, mais il s’en trouve incapable. Les Allemands agissent alors directement et réunissent 800 personnes qui sont mises dans un convoi et envoyées à Belzec. Deux autres déportations ont lieu dans la première quinzaine de novembre, qui envoient 2 500 Juifs supplémentaires dans les chambres à gaz de Belzec,.
Au début de 1943, un camp de travail est établi dans le secteur du ghetto : les Juifs « aptes » y sont enfermés et vont travailler pour les entreprises allemandes. Les Juifs de l’autre partie du ghetto tentent de s’infiltrer dans le camp, certains y seraient épargnés. Les 8 et 9 avril 1943, 1 000 personnes du ghetto sont arrêtées, emmenées et exécutées dans des fosses creusées aux alentours de la ville. Les meurtres sporadiques continuent en avril et mai, jusqu'à la liquidation finale qui a lieu le 20 juin 1943. Ce jour-là, les Allemands ratissent le ghetto. Malades et vieux sont liquidés sur place, tandis que les autres sont emmenés hors de la ville et massacrés. Le camp de travail est fermé le 22 juillet, tous ses détenus exécutés hormis un groupe d'ouvriers maintenus vivants durant deux semaines pour trier toutes les affaires des victimes. Au début d'août, ils sont exécutés à leur tour. Allemands et Ukrainiens continuent la chasse aux Juifs cachés dans la ville « aryenne » et dans les forêts voisines. En effet, quelques centaines de Juifs de Tarnopol et de ses environs ont tenté de survivre en se cachant dans les limites de la ville. Beaucoup ont été dénoncés par les nationalistes ukrainiens, dont quelque 200 personnes peu de temps avant que les Soviétiques ne prennent le contrôle de la région en 1944.
Un certain nombre de Juifs (environ 150) ont survécu en se cachant avec les Polonais. Les Justes parmi les nations ayant aidé les Juifs du ghetto de Tarnopol comprenaient la famille Regent et la famille Misiewicz. Un monument à la mémoire des victimes de l'Holocauste a été érigé à Ternopil, dans le quartier Petrikovsky Yar en 1996.